# Купетинці
Купетинці (словен. Kupetinci) — поселення в общині Светий Юрій-об-Щавниці, Помурський регіон, Словенія. Висота над рівнем моря: 215,6 м.